# John Llewellin, 1. Baron Llewellin

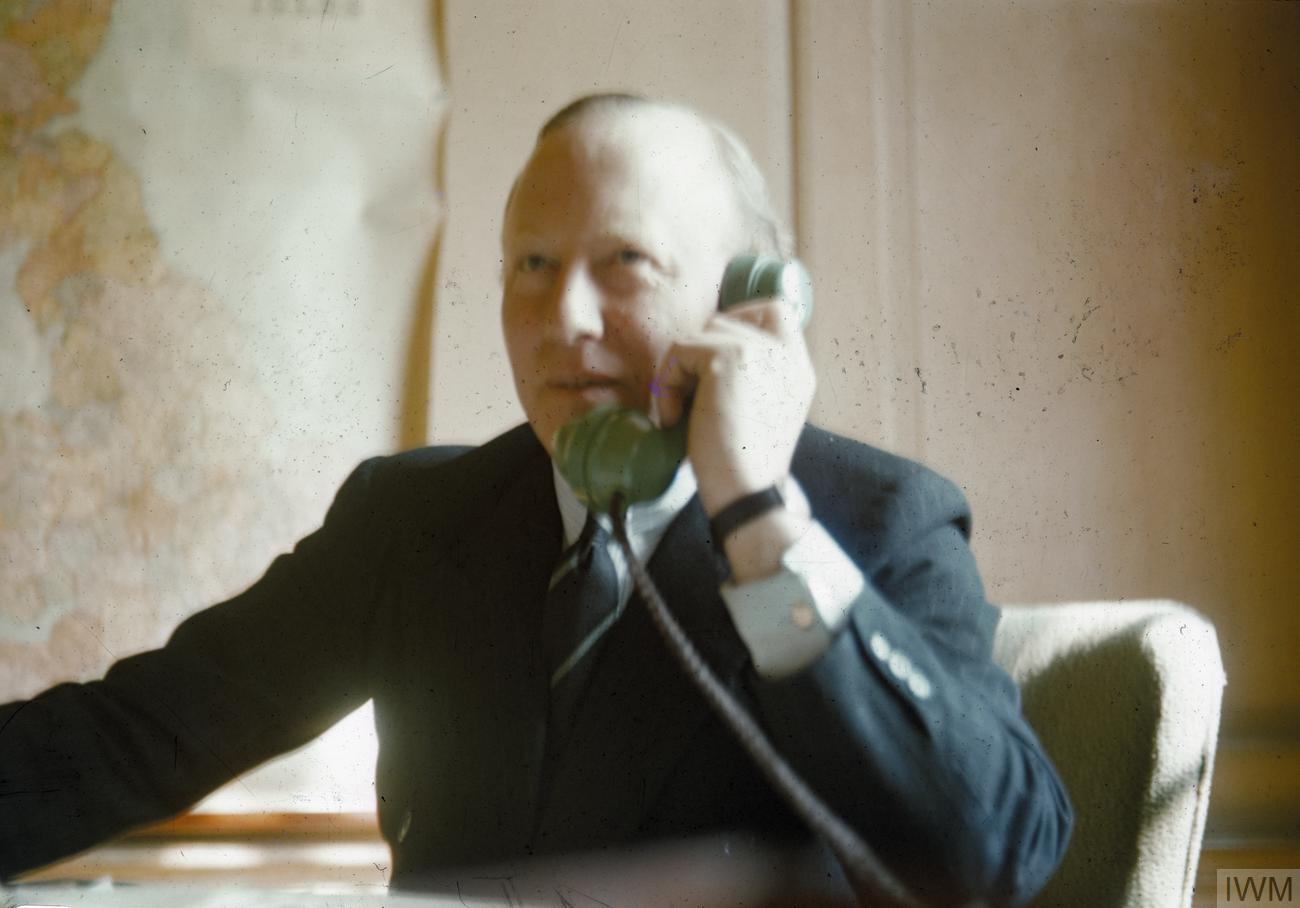
John Jestyn Llewellin als Minister für Luftfahrtproduktion (1942)

John Jestyn Llewellin, 1. Baron Llewellin, GBE, MC, TD, PC (* 6. Februar 1893 in Chevening, Kent; † 24. Januar 1957) war ein britischer Offizier und Politiker der Conservative Party, der zwischen 1929 und 1945 Mitglied des Unterhauses (House of Commons), 1942 Handelsminister (President of the Board of Trade), 1942 Minister für Flugzeugproduktion (Minister of Aircraft Production) sowie von 1943 bis 1945 Ernährungsminister (Minister of Food) war. 1945 wurde er als Baron Llewellin in den erblichen Adelsstand erhoben und gehörte damit bis zu seinem Tode dem Oberhaus (House of Lords) als Mitglied an. Zuletzt war er zwischen 1953 und seinem Tod 1957 Generalgouverneur der Föderation von Rhodesien und Njassaland.

## Leben

### Artillerieoffizier, Rechtsanwalt und Unterhausabgeordneter
Llewellin, Sohn von William Llewellin und dessen Ehefrau Frances Mary Wigan, besuchte das renommierte Eton College und absolvierte eine Ausbildung zum Offizier der Royal Garrison Artillery. Während seiner Teilnahme am Ersten Weltkrieg wurde er verwundet und 1917 mit dem Military Cross (MC) ausgezeichnet. Im Anschluss begann er ein Studium am University College der University of Oxford, das er 1917 mit einem Bachelor of Arts (B.A.) abschloss. Ein darauf folgendes postgraduales Studium am University College der University of Oxford beendete er 1920 mit einem Master of Arts (M.A.). 1921 erhielt er seine anwaltliche Zulassung als Barrister bei der Anwaltskammer (Inns of Court) von Inner Temple. 1926 wurde ihm das Offizierskreuz des Order of the British Empire (OBE) verliehen.
Bei der Wahl vom 30. Mai 1929 wurde Llewellin für die Conservative Party erstmals Mitglied des Unterhauses und vertrat dort bis zum 5. Juli 1945 den Wahlkreis Uxbridge. Er war zwischen 1931 und 1935 zunächst Parlamentarischer Privatsekretär und im Anschluss zwischen 1935 und 1937 Parlamentarischer Geschäftsführer (Whip) der Fraktion der konservativen Tories im Unterhaus. Daneben diente er zwischen 1932 und 1938 als Oberstleutnant und mit dem Brevet-Rang als Oberst in der Dorset Heavy Brigade der Royal Artillery. Für seine Verdienste in der Territorialarmee wurde er mit der Territorial Decoration (TD) ausgezeichnet. In der dritten Nationalregierung von Premierminister Neville Chamberlain fungierte er zwischen dem 28. Mai 1937 und dem 14. Juli 1939 als Ziviler Lord der Admiralität (Civil Lord of the Admiralty). 1939 wurde er ferner Commander des Order of the British Empire (CBE). Er wurde im Anschluss am 14. Juli 1939 Parlamentarischer Staatssekretär im Versorgungsministerium (Parliamentary Secretary to the Ministry of Supply) und bekleidete dieses Amt auch in der Kriegsregierung Chamberlain bis zum 10. Mai 1940.

### Zweiter Weltkrieg und Minister
In der Kriegsregierung von Premierminister Winston Churchill fungierte Llewellin anfangs vom 10. Mai 1940 bis zum 1. Mai 1941 als Parlamentarischer Staatssekretär im Ministerium für Flugzeugproduktion (Parliamentary Secretary to the Minister of Aircraft Production). Im Anschluss war er zwischen dem 1. Mai 1941 und dem 4. Februar 1942 Parlamentarischer Staatssekretär im Ministerium für Kriegstransportwesen (Parliamentary Secretary to the Ministry of War Transport). Kurz darauf wurde er am 9. Mai 1941 Mitglied des Geheimen Kronrates (Privy Council).
Nach einer Regierungsumbildung war Llewellin vom 4. bis 22. Februar 1942 Minister für Handel und Industrie	(President of the Board of Trade) sowie im Anschluss zwischen dem 22. Februar und dem 22. November 1942 Minister für Flugzeugproduktion (Minister of Aircraft Production), ehe er vom 22. November 1942 bis zum 11. November 1943 als Minister-Resident in Washington fungierte. Zugleich war er zwischen 1942 und 1945 Vorsitzender des britischen Versorgungsrates (British Supply Council). Nach seiner Rückkehr übernahm er am 11. November 1943 das Amt als Ernährungsminister (Minister of Food). Dieses Ministeramt bekleidete er auch in der Übergangsregierung Churchill zwischen dem 23. Mai und dem 26. Juli 1945.

### Oberhausmitglied und Generalgouverneur der Föderation von Rhodesien und Njassaland
Nach seinem Ausscheiden aus Unterhaus und Regierung wurde Llewellin am 12. September 1945 als Baron Llewellin, of Upton in the County of Dorset, in den erblichen Adelsstand der Peerage of the United Kingdom erhoben und gehörte damit bis zu seinem Tode dem Oberhaus als Mitglied an. Am 1. August 1953 wurde er zum Knight Grand Cross des Order of the British Empire geschlagen.
Zuletzt wurde Lord Llewellin am 4. September 1953 erster Generalgouverneur der neu geschaffenen Föderation von Rhodesien und Njassaland. Dieses Amt hatte er bis zu seinem Tode am 24. Januar 1957 inne. Im Anschluss übernahmen Robert Clarkson Tredgold sowie William Lindsay Murphy dieses Amt zunächst kommissarisch, ehe Simon Ramsay, 16. Earl of Dalhousie am 8. Oktober 1957 neuer Generalgouverneur der Föderation von Rhodesien und Njassaland wurde.
Da Llewellin ledig und kinderlos verstarb, erlosch mit seinem Tode der Titel des Baron Llewellin.